# Eliane Ekra
Eliane Ekra (Costa d'Ivori, 2 de juliol de 1995) és una escriptora, metgessa i professora d'antropologia sòciofamiliar ivoriana. És especialista en la gestió de projectes de solidaritat internacional. És considerada una activista compromesa amb el desenvolupament del seu país i la cura de les persones més desfavorides.

## Biografia

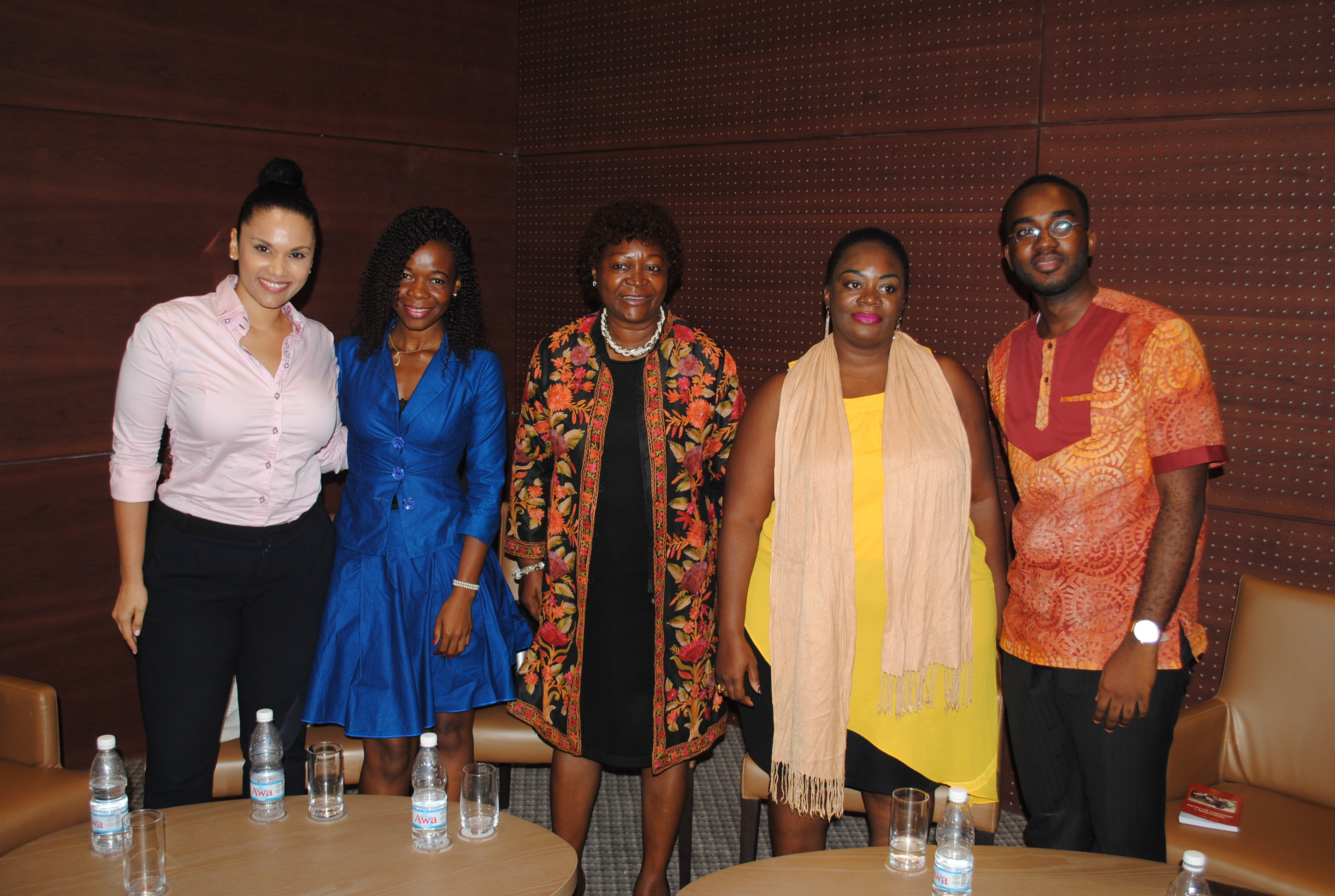
Ekra, en un esdeveniment de Wikimania.

Originària de Sakassou, al centre de Costa d'Ivori, té un doctorat en estomatologia per la Universitat de Bordeus i un diploma en salut pública i lideratge obtingut als Estats Units. Va estudiar salut pública a França i Antropologia a la Universitat de Navarra. Imparteix classes a la Universitat Catòlica d’Àfrica Occidental (UCAO) i a altres universitats d'Abidjan. És formadora consultora en desenvolupament personal a l’Institut d’Estudis Superiors per a Àfrica.
El març del 2013 va ser nomenada cap de gabinet del ministre de Salut i lluita contra la sida, Raymonde Goudou Coffie, un càrrec que va tenir fins al 2018.
El 2014 va rebre el premi Harambee per a la promoció i la igualtat de les dones africanes, durant una cerimònia a Madrid.